# Robert de Ferrières (1er comte de Derby)
Pour les articles homonymes, voir Robert de Ferrières.
Robert de Ferrières (vers 1062-1139), noble anglo-normand, fut créé 1er comte de Derby (dit aussi comte Ferrières) par le roi Étienne d'Angleterre en 1138, pour services rendus, notamment à la bataille de l'Étendard.

## Biographie
Il était le troisième fils d'Henri de Ferrières († entre 1093 et 1100), lord de Tutbury et seigneur de Ferrières-Saint-Hilaire (Eure), et de Berthe. En tant que deuxième fils survivant, il hérite de nombreuses terres dans le Staffordshire nommées « honneur de Tutbury ».
Son père avait reçu de vastes terres dans le Staffordshire, le Derbyshire et le Berkshire à la suite de la conquête normande de l'Angleterre, et notamment de la campagne de dévastation du nord de l'Angleterre. Le Domesday Book indique que son père avait reçu 210 seigneuries dans 15 comtés. Il avait fait construire les châteaux de Duffield (Derbyshire) et Tutbury (Staffordshire) et avait probablement en charge le château de Stafford.
Robert de Ferrières est un soutien précoce d'Henri Ier. Durant le règne de celui-ci (1100-1135), il est l'un des administrateurs du Derbyshire, mais aussi d'autres comtés, notamment dans les Midlands. Il est un témoin occasionnel des chartes du roi. Mais c'est sous le règne d'Étienne d'Angleterre qu'il se met le plus en évidence.
En tant que baron, il est présent aux côtés du successeur d'Henri Ier à Reading début 1136, à York en février, et à Westminster et Oxford en avril. Il est possible qu'il soit au siège de Shrewsbury début août 1138 quand la guerre civile débute.
Son action la plus notable se passe durant l'incursion écossaise du roi David Ier en 1138. L'affrontement qui en résulte est aujourd'hui appelé bataille de l'Étendard, et se déroule près de Northallerton le 22 août 1138. Robert de Ferrières et Guillaume le Gros semblent s'être particulièrement illustrés dans cette bataille, car ils sont respectivement faits comte de Derby (ou de Nottingham) et comte d'York par Étienne la même année.
Il ne profite que peu de temps de cet honneur, s'éteignant l'année suivante. Son fils Robert († 1159) lui succède comme deuxième comte de Derby. Les chroniqueurs de l'époque utilisent plutôt comte Ferrières pour le désigner lui et ses successeurs. Il est un bienfaiteur du prieuré de Tutbury, que son père avait fondé.

## Famille et descendance
Il a été allégué par certains historiens qu'il a épousé Hawise de Vitré (née vers 1069), fille putative du baron breton André Ier de Vitré ou Robert II de Vitré, mais il n'a jamais été apporté de preuves convaincantes à ce sujet. Robert et sa femme ont pour enfants :
- Robert de Ferrières (en) († 1159[1]), 2e comte de Derby, épousa Marguerite Peverel, fille et héritière de Guillaume Peverel de Nottingham[1]. Après le siège de son château de Tutbury en 1153, il rejoignit le parti du futur Henri II[1] ;
- Isabelle, épousa Robert de Calz ;
- Hawise ou Agnès, épousa Ralph de Paynel, lord de Dudley, Worcestershire[1] ;
- Mathilde ou Maud, épousa Bertram de Verdun ;
- Laetitia ;
- une fille non nommée, qui épousa Vauquelin Maminot[1].

## Sources
- Michael Jones, « Ferrers, Robert de, first Earl Ferrers (d. 1139) », dans Oxford Dictionary of National Biography, Oxford University Press, 2004. Accédé le 27 novembre 2008.
- (en) Comtes de Derby sur Medieval Lands.
- (en) Henri de Ferrières dans le Domesday Book.